# برزوکانا
برزوکانا (به اسپانیایی: Berzocana) یک دهستان‌های اسپانیا و دهستان و شهرک در اسپانیا است که در استان کاسرس واقع شده‌است. برزوکانا ۱۳۴ کیلومتر مربع مساحت دارد ۷۲۸ متر بالاتر از سطح دریا واقع شده‌است.

## خواهرخوانده
شهر کارتاخنا خواهرخواندهٔ برزوکانا هست.